# مريمي (فلم)
هو فيلم قصير بحريني بطولة فاطمة عبد الرحيم و جمعان الرويعي،وسبقت هذا الفيلم القصير الذي عرض في عرض خاص للنقاد حول الدور الذي تؤديه الفنانة فاطمة عبد الرحيم بطلة الفيلم البعيد جدا عن كل هذا الضجيج.
وتدور أحداث الفيلم في ستينات القرن الماضي حول امرأة لم تجد أمامها سوى الرقص بعد وفاة زوجها مؤذن المسجد مما جلب لها نقمة أهل حيها وكذلك حبا عميقا من صياد فقير لعب دوره في الفيلم الفنان جمعان الرويعي.
ويعتمد السيناريو والحوار في الفيلم الذي أنتجته شركة “عمران ميديا” على المشاهد المكثفة والقصيرة والحوارات المقتضبة ويميل للمونولوجات الداخلية على لسان أبطاله.
وبعد مشاهد أولى تمهيدية، يصعد الخط الدرامي بشكل هادئ للغاية ليرينا معاناة “مريمي” والضغوط التي تتعرض لها من أهل الحي ومن حبيبها الصياد الفقير عثمان الذي يطلب منها التوقف عن الرقص في بيوت الاثرياء.
يمزج الفيلم رغبة مريمي (التصغير الخليجي لاسم مريم) في التحرر من وطأة الحاجة التي تدفعها للرقص بزواجها من الحبيب. لكن ثمن الحرية يبدو باهظا عندما تتعرض للاعتداء والتشويه من قبل الثري مرزوق الذي اعتادت الرقص في منزله.
يترك الفيلم النهاية معلقة في اللحظة التي يسعى فيها عثمان للانتقام لزوجته عندما يلبس عباءتها ويخرج في الشارع المظلم.

## وصلات خارجية
- مقالات تستعمل روابط فنية بلا صلة مع ويكي بيانات